# Herb gminy Jaworze
Herb gminy Jaworze – jeden z symboli gminy Jaworze, autorstwa Rafała Bogusławskiego, ustanowiony 14 czerwca 2007. 

## Wygląd i symbolika
Herb przedstawia na tarczy w polu niebieskim w centralnej części złoty snop, a za nim skrzyżowane złote grabie i kosa ze srebrnym kosiskiem. 